# Luật tư
Luật tư (tiếng Đức: Privatrecht, tiếng Pháp: Droit privé), hay còn gọi là Tư pháp (私法, tránh nhầm lẫn với tư pháp 司法), là một phần của Hệ thống pháp luật Dân luật, luật liên quan đến quan hệ giữa các cá nhân, hay là đến lợi ích của các cá nhân, chẳng hạn như luật về hợp đồng. Nó khác biệt với luật công (Öffentlichen Recht) (bao gồm cả luật hình sự), mà liên quan đến đến lợi ích của nhà nước và lợi ích công cộng, hoặc quan hệ có tính thứ bậc (không bình đẳng) giữa nhà nước và công dân. Nói tổng quát, luật tư liên quan đến quan hệ giữa các cá nhân, hoặc cá nhân và nhà nước trong quan hệ bình đẳng, còn luật công thì dính líu tới quan hệ giữa nhà nước và dân chúng nói chung.
Sự phân biệt giữa luật công và luật tư đã bắt nguồn từ luật La Mã. Nó đã được các quốc gia theo Dân luật ứng dụng vào đầu thế kỷ 19, và từ đó lan dần sang luật pháp các nước theo thông luật.
Tuy nhiên ranh giới giữa luật công và luật tư thì không phải lúc nào cũng rõ ràng trong một số trường hợp.

## Phạm vi
Những lĩnh vực pháp luật thuộc luật tư gồm:
–  Luật dân sự,
–  Luật kinh doanh (bao gồm Luật thương mại, Luật doanh nghiệp và Luật cạnh tranh,
–  Luật về séc và các giấy tờ có giá trị,
–  Luật lao động,
–  Luật bảo hiểm tư nhân.

### So sánh với luật công
Những lĩnh vực pháp luật thuộc luật công được hiểu theo hai nghĩa:
–  Nghĩa hẹp, luật công chỉ bao gồm luật nhà nước và luật hành chính.
–  Nghĩa rộng, luật công còn bao gồm cả Luật hình sự, Luật tố tụng (bao gồm luật tố tụng hình sự và tố tụng dân sự, Luật thuế, Luật quốc tế và Luật liên minh châu Âu).